# Hiacynt Dziarkowski
Hiacynt Dziarkowski (ur. 18 sierpnia 1754 w Warszawie, zm. 8 marca 1828 tamże) – polski lekarz, botanik i działacz społeczny. Uczestnik insurekcji kościuszkowskiej (generalny sztabsmedyk armii polskiej), brat Józefa Dziarkowskiego, dziekan Wydziału Lekarskiego Królewskiego Uniwersytetu Warszawskiego.

## Życiorys
W 1809 jeden z założycieli Akademii Lekarskiej, gdzie pełnił funkcję rektora i wykładowcy. W 1812 jako członek Towarzystwa Królewskiego Gospodarczo-Rolniczego przystąpił do Konfederacji Generalnej Królestwa Polskiego. Od 1817 profesor patologii i semiotyki na Królewskim Uniwersytecie Warszawskim. Do jego największych zasług zalicza się rozpowszechnianie szczepienia przeciw ospie w Królestwie Polskim. Żonaty z Łucją Andrychiewicz, wnuczką Franciszka, byłego prezydenta Warszawy. Syn jego Hipolit był również lekarzem.
Wydał "Poradnik domowy", "Wybór roślin krajowych" i inne.